# Qutb al-Din di Delhi
Quṭb al-Dīn Aybak (in persiano قطب الدین ایبک‎, così come in urdu; Asia centrale, ... – Lahore, inizi di novembre 1210) fu il 1º sultano di Delhi, dal 1206 al 1210, e fondatore della dinastia dei Mamelucchi di Delhi.

## Giovinezza
Quṭb al-Dīn (talora indicato come Qutb-ud-din) nacque nell'Asia centrale da una popolazione turcofona, forse i Cumani; secondo lo storico britannico H. M. Elliot il nome Aybak rispecchierebbe quello della tribù originaria di Quṭb al-Dīn, tribù chiamata Aybek, che significherebbe "signori della Luna", dal turco ai "luna" e bek "signore", e così chiamata per la bellezza dei membri della tribù; secondo lo storico indo-persiano Minhaj al-Din Siraj, però, il nome Aibek/Aybak è un soprannome che significa "mutilato alla mano" perché appunto gli mancava un dito della mano, forse il medio o il mignolo. 
Quṭb al-Dīn venne catturato ancora bambino e venduto come schiavo al Qadi di Nishapur, un uomo buono e generoso che lo allevò insieme ai propri figli insegnandogli la teologia islamica, la scherma e l'equitazione; dopo la morte del Qadi, i figli lo vendettero per gelosia a Muhammad di Ghur il quale apprezzò subito il giovane per le sue qualità militari e la sua intelligenza, tanto che lo nominò amir-i akhur ("comandante delle scuderie reali").

## Salita al potere
Muhammad di Ghur, insieme al suo luogotenente Qutb al-Dīn, invase l'India nel 1175 sconfiggendo i Rajput, distruggendo Peshawar nel 1179 (allora appartenente ai Ghaznavidi) e conquistando Lahore nel 1186 e Delhi nel 1193, sconfiggendo Pritvi Raj III della dinastia Chauhan, raja di Ajmer e Delhi; dopo quell'anno però Muhammad tornò a Ghazna cedendo il comando delle truppe stanziate in India a Qutb al-Dīn, il quale guidò così una serie di campagne militari che portarono prima all'occupazione di Delhi e del Doab nel 1193 e poi alla sconfitta e annessione degli Stati rajput di Kanauj, Gwalior e nel 1203 di Kalinjar. La forza dell'esercito ghuride stava nei cavalli turchi, nelle balestre e nell'uso delle staffe di ferro, tutti elementi che permettevano agli arcieri a cavallo di galoppare e scagliare frecce contemporaneamente, mentre la condizione di schiavo era per i generali ghuridi uno stimolo per elevarsi dalla propria condizione dimostrando le proprie doti militari.

## Regno
Dopo l'assassinio di Muhammad nel 1206, l'impero ghuride fu smembrato tra vari notabili dell'oligarchia militare; tra questi Quṭb al-Dīn che, essendo ancora nella condizione di schiavo, il 26 giugno di quell'anno (18 Dhu l-Qa'da 602 AH) prese il governo dei territori indiani stabilendo la capitale a Lahore; si trattò però di un atto informale, senza cioè assumerne i caratteri ufficiali come il titolo di sultano, l'emissione di moneta propria, l'invocazione del suo nome all'inizio della khuṭba, ma conservando i titoli di malik e sipahasalar ("comandante in capo" in persiano) conferitigli dallo stesso Muhammad molto tempo prima. Non fu solo questione di rispetto formale della legge islamica, lo fece soprattutto per non suscitare la gelosia della nobiltà turca e l'ostilità della popolazione musulmana. Intorno al 1208-1209 Ghiyath al-Din Mahmud, successore e nipote di Muhammad, manomise Qutb al-Dīn e gli concesse il titolo di sultano..
Per garantire l'indipendenza del sultanato evitò di farsi coinvolgere nelle questioni politiche riguardanti l'Asia centrale (dalla quale proveniva) e resistette ai tentativi d'ingerenza negli affari del sultanato da parte di vari notabili ghuridi, compreso suo suocero Taj al-Dīn Yildoz. Per questo motivo durante il suo regno non intraprese nuove spedizioni di guerra ma si dedicò alla sistemazione del suo Stato cercando di rafforzare l'esercito e gettando le basi di un'amministrazione civile basata sui funzionari militari di origine turca ai quali assegnò delle rendite fondiarie dette iqtaʿ (per cui tali funzionari furono poi noti col nome di iqtadar, cioè "possessori di una iqtaʿ"), mentre l'amministrazione locale fu lasciata ai panchayat indù ai quali impose il pagamento della jizya in cambio di una parziale libertà. La politica di non intervento portò, però, alla riduzione del territorio controllato dal sultano perché i principi rajput ne approfittarono subito per riprendere possesso dei territori perduti: i Chandela si riappropriarono di Kalinjar subito dopo l'ascesa al trono di Quṭb al-Dīn, i Pratihar riconquistarono Gwalior e Harish Chandra fece lo stesso con il Badaun.
L'opera di Quṭb al-Dīn era tutt'altro che completata quando, agli inizi di novembre del 1210, morì a Lahore cadendo da cavallo durante una partita di polo.

## Carattere
Uomo dal carattere generoso, gli fu attribuito il soprannome di lakhdata o lakhbaksh (cioè "donatore di lakh") per la liberalità con cui faceva la carità ai poveri, e i musulmani lo chiamarono il "monarca giusto".
Qutb al-Dīn fu patrono delle arti e della letteratura, proteggendo gli eruditi tra i qual si ricordano Hassan Nizami e Fakhr al-Din Mudir. In campo architettonico promosse la costruzione di edifici islamici: una moschea a Delhi, una ad Ajmer, altri edifici vicino al Qila i Rai Pithaura, il vecchio forte rajput di Delhi, costituendo così il nucleo della prima delle sette città medievali di Delhi e soprattutto nel 1199 iniziò la costruzione del Qutb Minar, che il sultano dedicò a un santo sufi dell'epoca, khwaja Qutb al-Din Bakhtiyar Kaki e che fu poi completato da Iltutmish.

## Relazioni familiari
Ai tempi delle campagne militari al servizio di Muhammad di Ghur, Qutb al-Dīn stabilì una rete di alleanze matrimoniali fra alcuni notabili del sultano: sposò una figlia di Taj al-Din Yildiz, l'ufficiale di Muhammad più elevato in grado, dette la propria sorella in sposa a Nasir al-Din Qubacha, governatore militare del Sind, e la propria figlia in sposa a Iltutmish, ufficiale al servizio dello stesso Qutb al-Dīn. Generalmente si pensa che il suo successore, Aram, fosse suo figlio, anche se in proposito sono stati avanzati dei dubbi.